# Industriel designer
En Industriel designer er en person som formgiver og udvikler (muligvis videreudvikler) et produkt som skulle kunne sættes i masseproduktion, vedkommende har derfor forstand på industriens fremgangsmetoder når materialer skal i produktionen og bearbejdes.
En industriel designer skal have mange ting i hovedet når et design skal udvikles: kundehensyn, komfort, brugervenlighed, farve, ergonomi, miljø, materialevalg, formål med produktet osv. Ifølge International Council of Societies of Industrial Design (ICSID) kan industrielt design defineres som "den professionelle service med at skabe og udvikle koncepter og specifikationer, der optimerer funktionen, værdien og udseendet af produkter og systemer til gensidig fordel for både bruger og producent" (ICSID, u.å.). Industrielle designere anvender en kombination af kunstneriske og tekniske færdigheder til at designe produkter, der opfylder brugerbehov, forbedrer brugervenligheden og stemmer overens med markedets krav.
Produkter som elektronik, møbler, værktøj, legetøj, hårde hvidevarer er ofte designet hos en industriel designer.